# Riccia melitensis
Riccia melitensis là một loài rêu trong họ Ricciaceae. Loài này được C. Massal. mô tả khoa học đầu tiên năm 1913.